# Star Trek: Deep Space Nine (2. évad)
A következőkben a Star Trek: Deep Space Nine televíziós filmsorozat második évadának epizódlistája olvasható. 
|  | Alább a cselekmény részletei következnek! |

## Második évad
| No. | Cím | Eredeti cím          |
| --- | --- | -------------------- |
| 21. | Hazatérés [3/1] | The Homecoming       |
| 21. | Kira nem várt 'ajándékot' kap Quarktól: egy bajori fülbevalót, amiben az őrnagy az egyik legnagyobb bajori szabadságharcos hős tulajdonára ismer. A jelek arra utalnak, hogy a Li Nalasnak nevezett nemzeti hős egy kardassziai munkatáborban van, és Kirának sikerül elérnie, hogy mentőakciót indíthasson. Sikerül megmenteniük Lit, akitől Sisko azt reméli, hogy nagy népszerűsége révén talán megállíthatja a bajori társadalom teljes széthullását. A bajori kormánynak azonban más tervei vannak: Li Nalast nevezik ki Sisko összekötőtisztjének, Kirát pedig azonnali hatállyal visszahívják az állomásról. |                      |
| 22. | A kör [3/2] | The Circle           |
| 22. | Kira, visszatérve Bajorra, egy ideig Vedek Bareil kolostorának nyugodt környezetét élvezi. Linek és Siskonak viszont egyre több gondja van a Kör nevű, bajori szélsőségesekből álló csoporttal, amelynek tagjai már az állomáson is tevékenykedni kezdtek. Hamarosan ijesztő tényekre derül fény: A Kör hatalomátvételre készül Bajoron, és ehhez a kardassziaiaktól kapnak fegyvereket, bár erről csak a mozgalom vezetője tud, aki egyben a bajori kormány egyik minisztere is. A Kör végül akcióba lép, megkezdik a kormányhű erők támadását, és ultimátumot intéznek az állomás Föderációs személyzetéhez: vagy távoznak, vagy vállalniuk kell a következményeket. |                      |
| 23. | Az ostrom [3/3] | The Siege            |
| 23. | A puccsista erők közeledtével Sisko parancsnok elrendeli az állomás Csillagflotta személyzetének evakuálását. Ő maga azonban a főtisztekkel, Li Nalassal, és néhány önkéntes segítővel hátramarad, hogy ha lehet, meglepetésben részesítsék a támadókat. Kira és Dax eközben egy kivénhedt bajori vadászgéppel próbálnak a Bajorra jutni, hogy átadhassák a bizonyítékokat arról, hogy a Kört a kardassziaiak látták el fegyverrel. Kiráék gépét lelövik, ám Vedek Bareil segítségével végül elérnek a Miniszterek Kamarájában. A napvilágra került adatok hatására a Kör népszerűsége mélypontra zuhan, a bajori csapatokat visszarendelik az állomásról, ám eközben Li Nalast egy, eredetileg Siskonak szánt lövés halálra sebzi. |                      |
| 24. | Orvtámadás | Invasive Procedures  |
| 24. | Az állomást egy átvonuló plazmavihar miatt kiürítik, csak a főtisztekből álló készenléti személyzet marad a fedélzeten. Ezt kihasználva néhány fegyveres érkezik az állomásra, a gyanútlan Quark segítségével, akik vezetője egy Verad nevű trill. Verad a legénységet túsznak használva eléri, hogy doktor Bashir áthelyezze bele a Dax-szimbiótát, akit annak idején nem kaphatott meg, mert hosszú évek felkészülése után nem találták alkalmasnak. |                      |
| 25. | Kardassziaiak | Cardassians          |
| 25. | Egy fiatal kardassziai fiú érkezik az állomásra bajori nevelőapjával, és ezzel valóságos bel- és külpolitikai vihart indít el Kardasszián. Kiderül, hogy a visszavonuláskor számos hadiárva maradt Bajoron, akiket most Gul Dukat szeretne hazajuttatni. Azonban az első látásra pusztán jócselekedetnek tűnő lépés mögül hamarosan előbukkannak a politikai érdekek is, az árvák pedig a Bajoron töltött hosszú évek után már nem igazán tekintik a Kardassziát otthonuknak. |                      |
| 26. | Melora | Melora               |
| 26. | Egy alacsony gravitációjú világról származó zászlósnő érkezik az állomásra, aki bár az ott uralkodó normál gravitáción tolószékbe kényszerül, és ezért joggal számíthatna egy kis külön odafigyelésre, mégis minden segítséget és jó szándékú közeledést elhárít magától csípős modorával. Doktor Bashirnak azonban sikerül a bizalmába férkőznie, sőt, a bizalom lassan a szerelemmé válik. Mindeközben Quarknak meggyűlik a baja egy hajdani 'üzlettársával', akit mikor lebuktak, a saját szabadulása érdekében elárult, és az illető most meg akarja ölni ezért. |                      |
| 27. | A vagyongyűjtés szabályai | Rules of Acquisition |
| 27. | Quark ismét Zek, a Nagy Nagus figyelmének középpontjában találja magát: őt bízza meg a ferengiknek a Gamma Kvadránsban történő térnyerését előkészítendő üzleti tárgyalás lefolytatásával. Ehhez segítsége akad a bárjában dolgozó egyik pincér személyében, akiről először kiderül, hogy nagyon jó érzéke van a ferengi stílusú üzleteléshez, utóbb azonban az is, hogy valójában nőnemű. És mivel a ferengi társadalomban a nőknek szigorúan tilos az üzletelés, ráadásul a Zek által kiválasztott Gamma Kvadránsbeli üzletfél sem hajlik a megegyezésre, Quark megint úgy érzi, hogy valaki csapdát állított neki. |                      |
| 28. | A szükséges rossz | Necessary Evil       |
| 28. | Egy bajori nő, akit Quark még a megszállás idejéből ismer, felkéri őt, hogy vigyen el neki egy dobozt, amit annak idején a férje rejtett el az állomáson, mielőtt megölték. Quark persze nem állja meg, hogy bele ne nézzen a dobozba, amiben egy bajori neveket tartalmazó listát talál, ám nem sokáig töprenghet a felfedezésen, mert alig valamivel később lelövik. Odo, miközben igyekszik megtalálni a kómában fekvő ferengi támadóját, egyszer csak azt veszi észre, hogy az első, még a megszállás idején Gul Dukat által rábízott, és mindeddig lezáratlan bűnügyében merült el ismét. |                      |
| 29. | Délibáb | Second Sight         |
| 29. | Sisko egy, a felesége halálának negyedik évfordulója miatt álmatlanul töltött éjszakán egy titokzatos nővel találkozik a sétafedélzeten, aki, mielőtt jobban megismerkedhetnének, nyom nélkül eltűnik. Az elkövetkező napokban többször összefutnak, de a nőnek előbb-utóbb mindig nyomna vész, és Sisko egészen addig nem is tudja meg, ki ő, amíg nem találkozik az állomásra érkezett híres terraformáló feleségével. A nő azonban, bár teljesen úgy néz ki mint Sisko titokzatos hódolója, azt állítja, még sosem találkozott a parancsnokkal. |                      |
| 30. | Menedék | Sanctuary            |
| 30. | Egy sérült hajó lép ki a féreglyukból, fedélzetén egy annyira idegen faj, a skrreea-k [e.: szkriják] képviselőivel, hogy azok nyelvét még az univerzális fordító is nagy sokára tudja csak megfejteni. A lényekről kiderül, hogy történetük némi hasonlóságot mutat a bajoriakéval, és éppen otthontalanul kóborolnak a Gamma Kvadránsban, legendáik bolygóját keresve, amelyet Bajorban vélnek felfedezni. A bajori kormány azonban attól tart, hogy a jövevények letelepedése nem tenne jót az amúgy is meggyengült bolygó gazdaságának. |                      |
| 31. | Riválisok | Rivals               |
| 31. | Egy el-auriai érkezik az állomásra, és népének tehetségét, no meg egy különös idegentől szerzett furcsa szerencsejátékot felhasználva klubot nyit Quark bárjával szemközt, átcsábítva a ferengi vendégkörének jó részét. Quark úgy igyekszik visszacsábítani elorzott kuncsaftjait, hogy meghirdeti az évszázad rocketball mérkőzését Bashir és O'Brien között. Ám az összecsapás lefolyása, mint ahogy más, a valószínűség törvényeivel kapcsolatba hozható események is mintha a legkisebb valószínűség felé tolódnának el, ami felkelti Sisko és Dax gyanúját. |                      |
| 32. | Az idegen | The Alternate        |
| 32. | Dr. Mora Pol, az Odot „felnevelő” bajori tudós váratlanul az állomásra érkezik, hogy segítséget kérjen egy, a Gamma Kvadránsban végzendő archeológiai vizsgálathoz, mert úgy gondolja, megtalálta az Odohoz hasonló alakváltók egykori bolygóját. A csapat azonban gázmérgezést szenved a tektonikailag instabil bolygón, csak annak köszönhetően menekülnek meg, hogy a gáz Odora a jelek szerint nem hat. Azonban magukkal hoznak néhány érdekes leletet, többek között egy, Odohoz hasonló tulajdonságokat mutató életformát. Megkezdik a leletek vizsgálatát, ám a lény egy éjszaka kiszabadul a laborból, nem kis riadalmat okozva ezzel. Valamivel később rábukkannak az elpusztult lény maradványaira, ám a különös események folytatódnak, a személyzetet furcsa támadások érik, és dr. Mora attól tart, hogy egy másik alakváltó lény felelős értük. |                      |
| 33. | Armageddon játék | Armageddon Game      |
| 33. | O'Brien és Bashir két, nemrég békét kötött fajnak segít a háború során felhalmozott veszedelmes biológiai fegyvereik megsemmisítésében. Mikor végeztek a munkával, a laborba fegyveresek törnek be, és kivégzik a tudóscsoport tagjait, O'Brien és Bashir csak harci kiképzésüknek köszönhetően menekülnek meg. Egy közeli bolygón keresnek menedéket, és várják a mentőcsapatot, ami azonban lehet, hogy nem jön, mert Siskot úgy tájékoztatják, hogy mindketten meghaltak egy balesetben. És hogy a helyzet még rosszabb legyen, O'Brien menekülés közben megfertőződött a halálos harci vírussal. |                      |
| 34. | Egy mindenki ellen | Whispers             |
| 34. | O'Brien, miután visszatért egy biztonsági képzésről a paradaiak anyabolygóján, akik az állomáson akarnak megtartani egy hosszú háborúnak véget vető békekonferenciát, úgy érzi, mintha mindenki őt figyelné, nem bíznának benne. Arra kezd gyanakodni, hogy az állomás tisztikara valamiféle összeesküvésben vesz részt a paradaiak ellen, ám mikor nyomozni kezd, rá kell jönnie, hogy rajta kívül mindenki benne van a dologban. Végül megszökik az állomásról, hogy figyelmeztesse a paradaiakat, ám mint kiderül, azok kezdettől fogva tudtak mindenről. |                      |
| 35. | Éden | Paradise             |
| 35. | O'Brien és Sisko egy ismeretlen földi kolóniára bukkannak egy lakatlannak vélt naprendszerben. Mikor lesugároztak, hogy körülnézzenek, az kell tapasztalniuk, hogy a felszerelésük, beleértve a kommunikátoraikat is, nem működnek, így nem tudnak felsugározni a hajójukra. A bolygón tíz éve kényszerleszállást végrehajtott hajó utasai is ugyanígy jártak, ám a túlélés érdekében ki kellett alakítaniuk egy, a technológiától független életmódot. Vezetőjük arra próbálja rávenni az újonnan érkezetteket, hogy hagyjanak fel a megmentés reményével, és csatlakozzanak végleg a közösséghez. |                      |
| 36. | Árnyjáték | Shadowplay           |
| 36. | Dax és Odo a Gamma Kvadránsban végeznek tudományos méréseket, mikor egy bolygóról anyag-antianyag reaktorra utaló sugárzást észlelnek. Lesugározva a felszínre, egy kis falut találnak ott, melynek lakói egy ideje nyom nélkül elkezdtek eltünedezni. Váratlan megérkezésük miatt a helyiek először a felderítőket gyanúsítják, de Odonak és Daxnak hamarosan sikerül fényt derítenie a titokra, és rajtuk kívül csak egyetlen ember van a faluban, aki szintén nagyon jól ismeri az eltűnések okát, és a falu igaz történetét. |                      |
| 37. | Isten szerepben | Playing God          |
| 37. | Egy fiatal trill jelölt érkezik az állomásra, azért, hogy Dax felmérhesse felkészültségét a szimbiótával történő egyesítésre. Arjin, aki arra számított, hogy Curzon Dax lesz a 'vizsgáztatója', kezdetben nem igazán tudja, hogy viszonyuljon Jadziához. A páros felderítőútra indul a Gamma Kvadránsba, ám nem sokáig időzhetnek ott, mert egy ütközést követően valami az űrkompjukra 'ragad'. Miután visszatértek az állomásra az ismeretlen lelettel, az váratlan növekedésnek indul és hamarosan az egész állomást veszélyezteti. Dax kideríti róla, hogy a különös objektum egy proto-univerzum, amelyből életre utaló jeleket is fog, így megsemmisítéséről szó sem lehet, vissza kell vinni oda, ahol találták. |                      |
| 38. | Nyereség és veszteség | Profit and Loss      |
| 38. | Egy sérült kardassziai hajó fedélzetén Quark egy régi ismerőse, vagy inkább nagy szerelme, érkezik az állomásra, két fiatalabb kardassziai társával. Quark megpróbálja felmelegíteni a régi kapcsolatot, ami az ő üzleti mesterkedései miatt ért véget egykor. A jövevények iránt azonban nem csak ő, hanem a kardassziai hadsereg, és Garak is erősen érdeklődnek, ugyanis mint kiderül, mindhárman egy titkos, anti-militarista szervezet tagjai, amely meg akarja dönteni a hadsereg egyeduralmát Cardassián. |                      |
| 39. | Vérszerződés | Blood Oath           |
| 39. | Három idős klingon érkezik az állomásra, akik annak idején Curzon Dax-szal együtt esküdtek vérbosszút az elsőszülött fiaikat egy meghiúsított támadás miatt bosszúból megölő fosztogató ellen. A klingonoknak sikerült kideríteni, hol tartózkodik jelenleg bosszújuk célpontja, csak azt nem tudják még, hogy Jadzia Dax hű maradt-e az előző hordozója által tett eskühöz. |                      |
| 40. | A Maquis, I. rész | The Maquis, Part I   |
| 40. | Mikor egy, az állomásról épp csak kidokkolt kardassziai hajó felrobban, az ügy csak egy 'egyszerű' Kardasszia-ellenes terrorakciónak tűnik. Ám az ezután nem sokkal az állomásra érkező Gul Dukat, és a Kardasszia és a Föderáció területe között meghatározott fegyvermentes övezetben élő Föderációs telepesek biztonságáért felelős Hudson parancsnok, Sisko régi barátja által hozott hírek szerint a zónában robbanásig feszült a helyzet. Hudson azt állítja, hogy a kardassziai telepesek a kormányuk által becsempészett fegyverekkel megpróbálják elűzni a Föderációs telepeseket, Dukat pedig természetesen mindezt tagadva azt hangoztatja, hogy a Föderációs telepesek viselnek hadat a békés kardassziaiak ellen. Sisko és Dukat látogatást tesznek az egyik Föderációs kolónián, és a parancsnoknak azt kell látnia, hogy Dukat a jelek szerint igazat mondott. Kevéssel az állomásra visszatértük után Dukatot elrabolják, az esetért egy, magát Maquisnak nevező szervezet vállalja a felelősséget.                                                             |                      |
| 41. | A Maquis, II. rész | The Maquis, Part II  |
| 41. | Az állomás személyzetének, miközben igyekszenek megtalálni az elrabolt Dukatot, mielőtt a kardassziaiak valamilyen megtorló akcióra ragadtatnák magukat, rá kell jönniük, hogy a fegyvermentes övezetben valódi háború dúl a kardassziai és a Föderációs telepesek között, melyet Csillagflotta-tisztek is támogatnak, mint például Hudson parancsnok. A kardassziai kormány meglepő gyorsasággal ismeri el részleges felelősségét az ügyben, azt állítva, Dukat, és néhány másik tiszt szervezte meg a titkos fegyverszállítmányokat. Ez felkelti Sisko érdeklődését, annál is inkább, mert mikor megtalálják Dukatot, az gyermekei életére esküszik, hogy semmit sem tudott az ügyről. Talán éppen ezért igyekszik segíteni megtalálni a valódi szállítási útvonalat, és a Föderáció elé tárni a valóságot. A Maquist azonban mindez nem érdekli, csak egyet akarnak: bosszút állni a kardassziaiakon, akik megkeserítik életüket a fegyvermentes övezetben, még akkor is, ha ezért a Csillagflotta ellen is harcba kell szállniuk.                                           |                      |
| 42. | A száműzött | The Wire             |
| 42. | Garakon minden különösebb előzmény nélkül heves rosszullétek vesznek erőt. Doktor Bashir először csak egyre súlyosodó idegi károsodásokat állapít meg a kardassziainál, majd felfedez egy ismeretlen célokat szolgáló implantátumot annak koponyájában. A kardassziai, Bashir doktor hosszas rábeszélése után, elmondja, hogy a szerkezetet az Obszidián Rend ügynökeként kapta, és arra szolgál, hogy esetleges kínzása esetén is meg tudja őrizni titkait, mivel az eszköz, ha bekapcsolják, endorfinokat szabadít fel az agyban, amelyek mesterséges örömérzetet keltenek. Garak azonban egy idő után annyira gyötrelmesnek találta a száműzöttként tengetett életét, hogy folyamatos üzemre kapcsolva az eszközt, gyakorlatilag függővé vált tőle, és mivel az most meghibásodott, elvonási tünetei vannak, amelyek hamarosan halálossá válhatnak. Doktor Bashir ismeretei azonban nem elégségesek ahhoz, hogy segíthessen Garakon, így útnak indul, hogy attól szerezzen be adatokat, aki az implant beültetéséért felelős volt: az Obszidián Rend egykori első emberétől. |                      |
| 43. | Az átjáró | Crossover            |
| 43. | A Gamma Kvadránsból hazatérő Kira és Bashir egy kisebb baleset következtében egy alternatív univerzumba kerülnek, ahol az állomás még mindig Bajor körül kering, rajta kardassziaiak és klingonok az urak, a bajoriak szerepét a 'terrai'-nak nevezett földiek vették át, az állomás vezetője pedig nem más, mint Kira ottani megfelelője. Odaérkezésükkor épp pattanásig feszült a helyzet, a terraiak felkelésre készülnek, Kira és Bashir pedig ezt látja egyetlen lehetőségnek arra, hogy valahogyan visszajuthassanak a saját világukba. |                      |
| 44. | A kollaboráns | The Collaborator     |
| 44. | Bajor az új kai (a legfelsőbb főpap) megválasztására készül, a két legnagyobb esélyes Vedek Bareil, és Vedek Winn, bár ez utóbbinak elég rosszul áll a szénája. Éppen ezért válik Kira számára kissé gyanússá, mikor két nappal a választások előtt súlyos terhelő bizonyítékok kerülnek elő Vedek Bareilnek egy, még a megszállás idején lezajlott mészárlással való kapcsolatáról. Az őrnagy nyomozni kezd, ám minden jel arra utal, hogy nem koholt vádról van szó, minden úgy történt, ahogy azt a vádló, Vedek Winn állítja. Csak éppen Bareil indítéka sokkal nemesebb volt, mint azt első pillantásra sejteni lehetett. |                      |
| 45. | Koncepciós per | Tribunal             |
| 45. | A lányuk nélkül nyaralni induló O'Brienéket ijesztő meglepetés éri: egy kardassziai hajó tartóztatja fel őket, és Milest a vád ismertetése nélkül letartóztatják. Hamarosan kiderül, hogy a főmérnököt azzal vádolják, hogy foton robbanófejeket csempész a fegyvermentes övezetbe, amelyeket a kardassziaiak persze 'meg is találtak' a hajóján. Odo és Keiko Cardassiára utaznak, Sisko, és a többiek pedig az állomásról irányítva a nyomozást, igyekeznek tisztázni O'Brien nevét, ami a fölöttébb sajátos kardassziai igazságszolgáltatás miatt esélytelennek tűnik. |                      |
| 46. | A Jem'Hadar [3/1] | The Jem'Hadar        |
| 46. | Sisko, Jake, Nog és a csapathoz kéretlenül csatlakozott Quark tanulmányi kirándulásra indulnak a Gamma Kvadránsba. Eleinte minden rendben levőnek tűnik (leszámítva Quark folyamatos panaszáradatát), ám egy este egy ismeretlen fajba tartozó, menekülő nő esik be a táborukba. A jövevényt néhány fegyveres követi, akik nem csak őt, de Siskot és Quarkot is magukkal viszik. Jake és Nog, akik épp nem voltak a táborban, mikor az eset történt, megpróbálnak az eltűntek nyomára bukkanni, de mivel a fegyveresekkel nem tudnák felvenni a harcot, inkább a segélykérés mellett döntenek, és elindulnak hazafelé az űrkomppal. Félúton találkoznak a megmentésükre küldött hajókkal, és miközben sikerül kimenekíteniük Siskot, Quarkot és az idegent a bolygóról, akik eközben egyébként megszöktek a közvetlen fogságból, a Gamma Kvadráns titokzatos urai, a Domínium, eléggé egyértelműen tesz tanúbizonyságot szándékait illetően: jem'hadarnak nevezett harcosaik egy öngyilkos akcióval megsemmisítik a küldetést vezető USS Odysseyt.                              |                      |